# Вольная борьба на летних Олимпийских играх 1928 — до 66 кг

Соревнования по вольной борьбе в рамках Олимпийских игр 1928 года в лёгком весе (до 66 килограмма) прошли в Антверпене с 30 июля по 1 августа 1928 года в Power Sports Building. 
Для участия в соревнованиях заявились 17 спортсменов из 11 стран. От каждой страны мог принять участие лишь один представитель, поэтому финн Пихлаямяки (принимал участие в полулёгком весе), британец Эдвардс, швед Петтерссон, швейцарцы Берне и Роча и американец Пранти в соревнованиях не участвовали; таким образом титул разыгрывался между 11 борцами. Самым молодым борцом был Кларенс Берримэн (21 год), самым возрастным Изукэ Синмэн (38 лет)
Как таковых фаворитов не было, поскольку крупных международных соревнований в вольной борьбе с олимпийских игр 1924 года не проводилось. Как претендент на высокое место мог рассматриваться Эйно Лейно, чемпион и серебряный призёр двух предыдущих олимпиад, но в 1920 году он выступал в среднем весе, а в 1924 году в полусреднем, и было сложно что-то говорить о его возможностях в лёгком весе. Но Лейно во втором круге уступил на тот момент малоизвестному французу Шарлю Пакому, а Паком в свою очередь проиграл Освальду Кяппу, серебряному призёру чемпионата Европы 1926 и бронзовому 1927 года, но по греко-римской борьбе. Кяпп в финальной встрече победил датчанина Нильсена, который выбыл в круг борцов за второе место. Там его победил Паком, и Нильсен выбыл в круг борцов за третье место, где Нильсен снова потерпел поражение от Лейно. 

## Призовые места
- Освальд Кяпп
- Шарль Паком
- Эйно Лейно

## Турнир за первое место
В левой колонке — победители встреч. Мелким шрифтом набраны те проигравшие, которых победители «тащат» за собой по турнирной таблице, с указанием турнира (небольшой медалью), право на участие в котором имеется у проигравшего. 

### Первый круг
| Участник 1                    | Участник 2       |
| ----------------------------- | ---------------- |
| Кларенс Берримэн А. Мальмберг | Альгот Мальмберг |
| Освальд Кяпп К. Йоргенсен     | Карло Йоргенсен  |
| Эйно Лейно Д. МакКензи        | Джордж МакКензи  |

### Четвертьфинал
| Участник 1                                          | Участник 2       |
| --------------------------------------------------- | ---------------- |
| Освальд Кяпп К. Йоргенсен, К. Берримэн А. Мальмберг | Кларенс Берримэн |
| Шарль Паком Э. Лейно Д. МакКензи                    | Эйно Лейно       |
| Биргер Нильсен Ж. Смет                              | Жан Смет         |
| Ханс Молле И. Синмэн                                | Изукэ Синмэн     |

### Полуфинал
| Участник 1                                                                          | Участник 2  |
| ----------------------------------------------------------------------------------- | ----------- |
| Освальд Кяпп К. Йоргенсен, К. Берримэн, Ш. Паком А. Мальмберг, Э. Лейно Д. МакКензи | Шарль Паком |
| Биргер Нильсен Ж. Смет, Х. Молле И. Синмэн                                          | Ханс Молле  |

### Финал
| Участник 1                                                                          | Участник 2                                 |
| ----------------------------------------------------------------------------------- | ------------------------------------------ |
| Освальд Кяпп К. Йоргенсен, К. Берримэн, Ш. Паком, Б. Нильсен А. Мальмберг, Э. Лейно | Биргер Нильсен Ж. Смет, Х. Молле И. Синмэн |

## Турнир за второе место

### Встреча 1
| Участник 1                  | Участник 2                    |
| --------------------------- | ----------------------------- |
| Карло Йоргенсен К. Берримэн | Кларенс Берримэн А. Мальмберг |

### Встреча 2
| Участник 1             | Участник 2                       |
| ---------------------- | -------------------------------- |
| Шарль Паком Б. Нильсен | Биргер Нильсен Ж. Смет, Х. Молле |

### Встреча 3
| Участник 1               | Участник 2                  |
| ------------------------ | --------------------------- |
| Шарль Паком К. Йоргенсен | Карло Йоргенсен К. Берримэн |

## Турнир за третье место
| Участник 1 | Участник 2     |
| ---------- | -------------- |
| Эйно Лейно | Биргер Нильсен |

Карло Йоргенсен не принял участия в турнире за третье место.